# Konung Gustav IV Adolf (1799)
Konung Gustav IV Adolf, officiellt HM Linjeskepp Konung Gustav IV Adolf, var ett linjeskepp i svenska Kungliga flottan. Hon var det först byggda av tre snarlika linjeskepp i Konung Gustav IV Adolf-klassen, som hon bildade tillsammans med Carl XIII och Carl XIV Johan. Fartyget, som fick sitt namn efter den svenske kungen Gustav IV Adolf, byggdes på Karlskrona örlogsvarv efter konstruktionsritningar av skeppsbyggmästare Fredrik Henrik af Chapman, och sjösattes den 6 september 1799. Hennes bestyckning utgjordes av 74 kanoner av olika kalibrar på två täckta batteridäck.
Konung Gustav IV Adolf ingick som flaggskepp i en svensk eskader som opererade i Östersjön under Finska kriget 1808-09. När ryska trupper ockuperade Gotland i april 1808, skickades fartyget i spetsen för en mindre sjöstyrka för att återta ön, vilket lyckades utan nämnvärda förluster. Efter krigsslutet användes fartyget, 1811 omdöpt till Gustaf den Store, en tid som blockskepp i Karlskrona, men kom åter att rustas för att delta i kriget mot Storbritannien 1810-12 och i det svenska fälttåget mot Norge 1814, då hon tjänstgjorde som örlogsflottans flaggskepp med kung Karl XIII ombord.
Efter en omfattande reparation 1824 såldes Konung Gustav IV Adolf 1825 till handelshuset Michaelson & Benedicks för 190 000 riksdaler, men återlämnades till flottan redan efter några månader. Samma år döptes skeppet om igen, denna gång till Försiktigheten i samband med att ett äldre linjeskepp med samma namn togs ur tjänst. 1826 avmastades hon och en överbyggnad byggdes över däcket. De följande 30 åren låg fartyget i docka som arbetsskepp vid flottans huvudstation i Karlskrona, där hon genomgick en större förbyggnad 1843. Försiktigheten utrangerades den 31 mars 1871 och såldes till upphuggning 1876, efter att ha använts som målfartyg vid provsprängningar med sjöminor.